# Emanuel Hrubý
Emanuel Hrubý (21. května 1865 Občov – 23. prosince 1947 Chlumec nad Cidlinou) byl český a československý politik, meziválečný senátor Národního shromáždění.

## Biografie
Absolvoval gymnázium v Příbrami a v Praze, kde maturoval. Nato vstoupil na fakultu právnickou v Praze, přerušil však studia a věnoval se učitelství. Nastoupil jako učitel do Tachlovic, pak byl přeložen do Radovesic u Libochovic. Angažoval se zde v Národní jednotě severočeské (je uváděn jako starosta). Pak opustil povolání učitele a stal se redaktorem listu Hlas Podřipska. Byl v té době pro politické delikty v Libochovicích žalářován.
V roce 1897 odešel jako první tajemník nové agrární strany do Prahy. V roce 1897 se podílel na zemském sjezdu českého rolnictva a jistou dobu vedl i řečnické kurzy národně-sociální strany. Zasedal ve výboru organizace nazvané Sdružení českých zemědělců pro království České, spolu s agrárními aktivisty jako Antonín Švehla nebo Karel Prášek. V této fázi ale stále agrární hnutí představovalo volnou součást mladočeského politického proudu. K definitivnímu osamostatnění došlo na sjezdu Sdružení českých zemědělců pro Království české v lednu 1899 v Praze. Hrubý jako tehdejší tajemník sdružení se stal i tajemníkem nově ustavené České agrární strany.
Ve volbách roku 1901 byl za agrárníky zvolen poslancem Říšské rady (celostátní parlament) za kurii venkovských obcí, obvod Kolín, Poděbrady, Nový Bydžov atd. V Říšské radě setrval do konce jejího funkčního období, tedy do roku 1907. V zemských volbách roku 1901 se stal poslancem Českého zemského sněmu za kurii venkovských obcí, obvod Říčany.

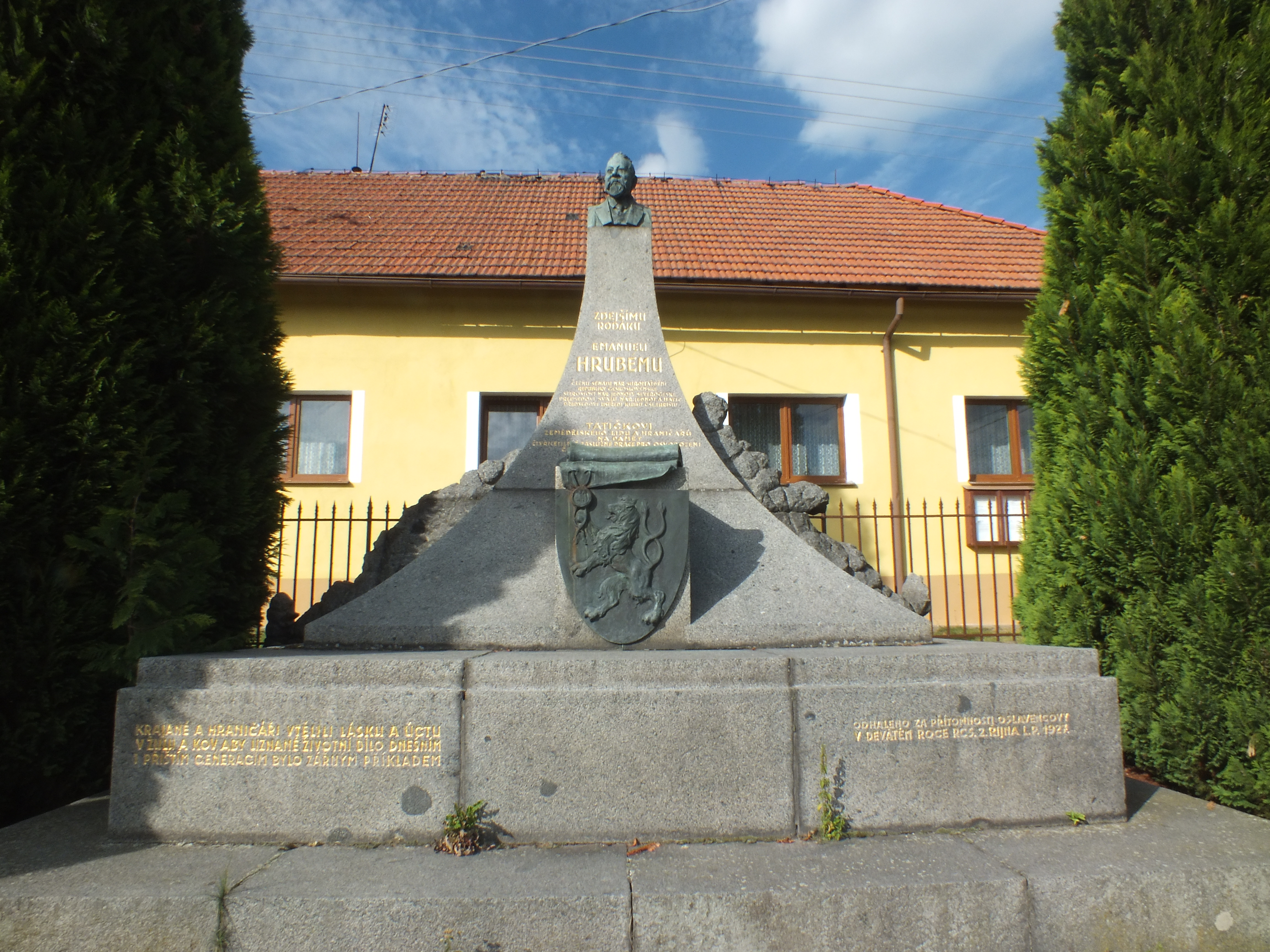
Pomník Emanuela Hrubého před obecním úřadem v Občově

Počátkem 20. století se angažoval také v České straně státoprávně pokrokové. Zúčastnil se jejího sjezdu v roce 1912 a přednesl projev na téma celní odluky Předlitavska od Uher.
Po parlamentních volbách v roce 1920 získal za Republikánskou stranu zemědělského a malorolnického lidu (agrárníky) senátorské křeslo v Národním shromáždění za pražskou župu. Mandát obhájil v parlamentních volbách v roce 1925 a parlamentních volbách v roce 1929. V senátu zasedal do roku 1935. Profesí byl rolníkem v Mezouni.

## Předsedou KČST
Senátor Emanuel Hrubý byl zvolen doživotním předsedou Klubu československých turistů po odstoupení PhDr. Jiřího Gutha-Jarkovského v důsledku velké krize tohoto klubu. Ve funkci předsedy byl 10 let a dovedl jej díky svým organizačním schopnostech k vrcholu v počtu členů, chat, rozhleden i společenské prestiže. Byl výtečný řečník a oblíbený zejména mezi venkovským obyvatelstvem.